# Camponotus fulvopilosus
Camponotus fulvopilosus é uma espécie de inseto do gênero Camponotus, pertencente à família Formicidae.